# Teorija mirujočega stanja
Teoríjo mirujóčega stánja so razvili leta 1948 Fred Hoyle, Hermann Bondi in Thomas Gold kot protiutež teoriji prapoka. Po tem stacionarnem modelu se Vesolje sicer širi, ne spreminja pa se njegova oblika v času, ker nastaja nova snov, ki ohranja enako gostoto. Vesolje se ne ponavlja, a se spreminja le toliko, da lahko ostaja nespremenjeno. Ni se nikoli začelo, ampak je ves čas enako. Kolikor snovi iz določene prostornine uide zaradi oddaljevanja galaksij, je nastane v tej prostornini. Potrebna je le majhna količina nove snovi, v naši Galaksiji približno nekaj sto atomov vodika na leto. Ker te nove snovi neposredno ne moremo zaznati, temelji teorija na trdnih tleh. V 1.250 letih bi moral v kocki z robom 100 m nastati en sam vodikov atom. Vse sevanje izvira iz zvezd in je mogoče prostoru med zvezdami prirediti temperaturo 0 K. Nenehno nastaja vodik in v zvezdah nastajajo iz vodika težji kemijski elementi. Nanje je vplival film Mrtvi v noči, ki so ga kot mladi raziskovalci na Univerzi v Cambridgeu gledali leto poprej.
Problemi v zvezi s teorijo mirujočega stanja so se začeli pojavljati v poznih 60. letih 20. stoletja, ker so videli, da se Vesolje v bistvu spreminja: kvazarje in radijske galaksije so našli le na velikih razdaljah in zaradi končne hitrosti svetlobe ne tudi v bližnjih galaksijah. Končni udarec je prišel leta 1965 z odkritjem kozmičnega mikrovalovnega prasevanja ozadja, ki ga je napovedala teorija prapoka, teorija mirujočega stanja pa ne.
Danes večina astronomov meni, da je teorija prapoka dober približek opisa nastanka Vesolja in osnova za bolj dovršene teorije.
Kozmologi lahko zaradi končnosti Vesolja in hitrosti svetlobe opazujejo le pojave znotraj krogle, v katerem središču so. Kar je zunaj te krogle, ni dostopno opazovanju.
Za teoretične kozmologe je model prapoka delno nepopoln, ker ne govori nič o tem kaj se je dogajalo pred prapokom. Nekaj teh razglabljanj o dogodkih pred prapokom in o tem kaj se bo zgodilo po velikem zdrsu je po vrednosti nekoliko podobnih modelu lažnega mirujočega stanja.
Ker so v poznih 90. na podlagi opazovanj supernov opazili, da se Vesolje pospešeno širi, so začeli razvijati teorije lažnega mirujočega stanja, v katerih ni en sam prapok, ampak več prapokov v različnih časih, ki tvorijo snov.